# Thagria biungulata
Thagria biungulata är en insektsart som beskrevs av Nielson 1977. Thagria biungulata ingår i släktet Thagria och familjen dvärgstritar. Inga underarter finns listade i Catalogue of Life.